# 시바사키 다카히로
시바사키 다카히로(일본어: 柴崎 貴広, 1982년 5월 23일 ~ )는 일본의 축구 선수이다.

## 구단 경력
그는 2001년부터 2023년까지 J리그의 도쿄 베르디, 요코하마 FC, FC 도쿄, SC 사가미하라, 카탈레 도야마에서 활동하였다.